# Осинцев, Иван Николаевич
Иван Николаевич Осинцев (28 декабря 1920, с. Каменное Озеро, Камышловский уезд, Екатеринбургская губерния, РСФСР — 17 июня 2006, Москва, Россия) — Герой Социалистического Труда (1966), машинист экскаватора Белоярского специализированного участка управления «Уралэнергостроймеханизация» Министерства энергетики и электрификации СССР города Заречный Свердловской области.

## Биография
Родился 28 декабря 1920 года в селе Каменное Озеро Камышловского уезда Екатеринбургской губернии (ныне — Городской округ Богданович Свердловской области).
Родители Ивана в марте 1935 года вступили в колхоз имени Клима Ворошилова, тогда же Иван закончил семилетнюю школу. Трудовую деятельность начал в колхозе в 1935 году.
В сентябре 1940 года был призван на срочную службу в Красную Армию, служил на Дальнем Востоке. Курс молодого бойца проходил в воинской части № 432 Волочаевского полка. Затем закончил полковую школу и был направлен в 66-й отдельный пулемётно-артиллерийский батальон 104-го укреп.района Дальневосточного военного округа. Был в звании старшего сержанта, служил командиром отделения. Находясь в разведке, был контужен.
В мае 1946 года, демобилизовавшись, устроился помощником машиниста экскаватора на карьер 7/4 Центрального рудоуправления треста «Союзасбест». После окончания курсов при рудоуправлении стал работать машинистом экскаватора в 1946—1949 годах.
В 1946 году женился, получив квартиру и земельный участок. В 1949 году был откомандирован Асбестовским горкомом партии на строительство Нижнетуринской ГРЭС в числе ещё 15-ти коммунистов разных специальностей. Вносил рацпредложения: например, предложил увеличить размер ковша экскаватора на 1 кубометр, увеличивая норму выработки бригады в сутки в два раза. За данное рацпредложение награждён Благодарственным письмом от Министерства энергетики и электрификации СССР.
21 октября 1955 года был вновь откомандирован на строительство Белоярской ГРЭС, где был принят на участок № 5 Управления «Уралэнергостроймеханизации» (УЭСМ). Занимался подвозом дров, дроблением камня вручную для строительства фундамента временного посёлка, строительством гаража на Мельзаводе, копал котлованы для будущих блоков Белоярской АЭС, жилых домов, школ, техникума, МСЧ-32, бассейна и других объектов.
Благодаря системе профилактических осмотров и ремонтов, совершенствованию методов управления экскаватором добился высоких показателей выработки норм и безаварийной работы экскаватора в течение двадцати лет (вместо нормативных десяти). В 1966 году бригада Осинцева И. Н. перевыполнила план на 114 %, нормы выработки на 147 % плана 7-й пятилетки, и горючего сэкономила 2,35 тонны. Разработка скального грунта экскаватором Э-652 с ёмкостью ковша 0,65 м3 с обратной лопатой возможна экскаваторами небольшой мощности с небольшим объёмом ковша, а значит есть возможность эффективно использовать их практически на грунтах любой категории.
Находясь на пенсии, вместе с семьей переехал в Москву. Скончался 17 июня 2006 года в Москве. Похоронен рядом с женой и дочерью Еленой на кладбище города Заречный.

## Память
9 декабря 2016 года, в День Героев Отечества, на доме по адресу улица Ленина, дом 25, где проживал Иван Николаевич Осинцев, была установлена мемориальная доска.

## Награды
За свои достижения был отмечен в трудовой книжке 53 поощрениями и более 30 Почётными грамотами разного уровня, а также:
- Орден Отечественной войны II степени (06.04.1985)[3];
- медаль «За победу над Японией»;
- знак «Отличник социалистического соревнования» Министерства энергетики и электрификации СССР;
- знак «50 лет ГОЭЛРО»;
- знак «50 лет Энергострою»;
- медаль «Ветеран труда»;
- 04.10.1966 — звание Герой Социалистического Труда с золотой медалью Серп и Молот и орден Ленина.